# عابدین بسیسو
عابدین توفیق بِسِیْسو (۱۹۲۹ – ۲۷ مهٔ ۱۹۸۲) نویسنده و آموزگار فلسطینی بود که نمایشنامه‌های رادیویی و داستان‌های کوتاه نوشته است که بیشتر آنها حول محور مسئلهٔ فلسطین و مبارزهٔ مردم آن می‌چرخد. این آثار در کتاب بزرگی با عنوان «راه قدس» (به عربی: الطريق إلى القدس) جمع‌آوری و در سال ۱۹۸۰ چاپ شده است. بسیسو در غزه به دنیا آمد. تحصیلات ابتدایی، راهنمایی و دبیرستان را در آنجا گذراند. سپس به دانشگاه آمریکایی در قاهره پیوست و در سال ۱۹۵۲ با مدرک کارشناسی در ادبیات انگلیسی فارغ‌التحصیل شد. در سال ۱۹۵۳ به عنوان معلم در لیبی کار کرد و در سال ۱۹۵۴ برای تدریس زبان انگلیسی در مدرسهٔ مبارکیه به کویت رفت. رئیس بخش رادیو مدرسه در ۱۹۶۲ و سرپرست فنی وزارت آموزش و پرورش کویت شد. او پس از راه‌اندازی جنبش آزادیبخش ملی فلسطین (فتح) در۱۹۶۵ به آن پیوست و در فعالیت‌های آن مشارکت داشت. همچنین در تأسیس اتحادیهٔ عمومی نویسندگان و روزنامه‌نگاران فلسطینی در کویت در سال ۱۹۶۹ شرکت کرد و ریاست آن را تا زمان مرگش بر عهده داشت.

## زندگی و پیشه
عابدین بسیسو در سال ۱۹۲۹ در شهر غزه، ناحیهٔ غزه، سرپرستی فلسطین به دنیا آمد. خانواده او تأثیر زیادی در تربیت او داشتند، زیرا خانواده‌ای بود که برخی اعضای آن در علم، اندیشه، شعر، ادب و مبارزه سرشناس بودند. پدربزرگ او یکی از کسانی بود که به ترکیه سفر کرد و در رشتهٔ زبان‌شناسی و زبان تحصیل کرد و بزرگ‌ترین کتابخانهٔ غزه متعلق به یکی از اعضای خانواده بسیسو، به نام شیخ خلوص بود.تحصیلات خود را در مدرسهٔ الشجاعیه آغاز کرد و چهار سال را در آنجا به پایان رساند. پس از آن به دانشکدهٔ غزه پیوست و دورهٔ راهنمایی را در آنجا خواند. پس از آن به اورشلیم رفت و در آنجا دورهٔ دبیرستان را در مدرسهٔ النهضه خواند. پدرش خدمتکاری را برای رسیدگی به امور او در دوران تحصیل در اورشلیم استخدام کرد که در تمام دوران دبیرستان به طول انجامید. از آنجایی که خانواده‌اش وضع مالی خوبی داشتند،  او فرصت یافت در دانشگاه آمریکایی قاهره تحصیل کند.  رشتهٔ ادبیات انگلیسی را انتخاب کرد، زیرا تحصیلات دبیرستانی‌اش در اورشلیم او را برای این رشته آماده کرده بود. در سال ۱۹۵۲ با مدرک کارشناسی فارغ‌التحصیل شد. استعداد او در نوشتن از همان اوایل کودکی مشهود بود و آن را با خواندن و نوشتن اصلاح کرد.
پس از فارغ‌التحصیلی از دانشگاه آمریکایی قاهره به زادگاه خود بازگشت و مدت کوتاهی به عنوان معلم زبان انگلیسی مشغول به کار شد و پس از آن به لیبی رفت و در آنجا به تدریس در دانشگاه بنغازی منصوب شد. در سال ۱۹۵۴ به عنوان معلم زبان انگلیسی در مدرسهٔ المبارکیه، اولین مدرسهٔ کویت، به کویت رفت. او رویکرد منحصر به فردی را در آموزش موضوع خود به دانش‌آموزان در پیش گرفت، درس‌های خود را در قالب داستان گفت‌وگوی ادبی قرار داد، درس‌هایی را که دانش‌آموزان می‌خواندند به زبان عربی ترجمه کرد و آن‌ها را ساده‌سازی کرد و راه را برای یادگیری زبان انگلیسی را آسانتر ساخت، به طوری که دانش‌آموز وقتی آن را در قالب گفت‌وگوی ادبی در قالب داستان کوتاه می‌خواند، سنگینی موضوع را احساس نمی‌کرد. در مبارکیه، دانش‌آموزانش در سنین مختلف بودند، او از روش‌های ساده و جذاب برای انتقال اطلاعات به آنها استفاده می‌کرد، جایی که دانش آموزان را مجبور می‌کرد از دستان خود برای ژست گرفتن و استفاده از سبک گفتگو بین خود استفاده کنند. دانش‌آموزان به شیوهٔ او و یادگیری زبان انگلیسی علاقه‌مند شدند. بسیسو همچنین در دوران تدریس در مدرسهٔ مبارکه به دلیل روابط نزدیکی به دانش‌آموزان متمایز بود. او به فعالیت‌های مدرسه‌ای مانند رادیو و کلوپ‌های تابستانی که توسط ادارهٔ آموزش و پرورش سازماندهی شده بود، گماشته شد و در تهیهٔ برنامه‌های بسیاری برای فعالیت‌های گوناگون مدرسه و دانش‌آموزان مشارکت داشت. او روز جمعه را به یک فعالیت داوطلبانه برای خود با دانش آموزان مدرسه تبدیل کرد. هیچ هزینه‌ای برای آن نگرفت، بلکه به ارتقای سطح دانش آموزان در مدرسه و فعالیت‌های پیشاهنگی کمک کرد. جمعه، یک روز باز برای آنها بود، جایی که او کارهای ادبی، ورزشی و حرفه ای آن‌ها را مرور می‌کرد، آنچه را که لازم بود ارزیابی می‌کرد و به آن‌ها مشورت می‌داد. او در طول تدریس خود، به بسیاری از شاگردانی که در دولت مناصبی گرفتند، از جمله وزیر یعقوب الغنیم و عبدالعزیز الزبن، آموزش داد.
در اردوهای پیشاهنگی، باشگاه‌های تابستانی و فعالیت‌های مدرسه‌ای شرکت کرد. زمانی که به عنوان معلم به ادارهٔ معارف پیوست، به عنوان سرپرست و مسئول تیم پیشاهنگی در مدرسه المبارکیه انتخاب شد. یک تیم پیشاهنگی برجسته آماده ساخت.در سال ۱۹۶۸ در زمانی که ریاست رادیو مدرسه را بر عهده داشت، اولین جشنوارهٔ فرهنگی را که توسط وزارت برای دانش‌آموزان دختر و پسر برگزار می‌شد، به عهده گرفت. هنگامی که بخش فعالیت مدرسه در سال ۱۹۶۰ در ادارهٔ آموزش تأسیس شد، عابدین بسیسو، عبدالوهاب الزواوی و عبدالسلام المصری برای این فعالیت انتخاب شدند. او با همکارانش در تأسیس آن اداره که بعدها به یکی از مهم‌ترین ادارات اداره معارف تبدیل شد، مشارکت داشت. او برای مدت طولانی ریاست رادیو مدرسه را بر عهده داشت و مدیر هنری فعالیت‌های مدرسه شد. بر کار بسیاری از جشنواره‌های فرهنگی که فعالیت‌های مدرسه به عنوان بخشی از فعالیت‌های آن برگزار می‌شد، نظارت داشت. یکی از برجسته‌ترین جشنواره‌ها، دومین جشنواره تئاتر در سال ۱۹۷۰ بود که در آن نقش مؤثری داشت.
بسیسو داستانهای کوتاهی می‌نوشت که به‌طور مرتب در بسیاری از روزنامه‌ها و مجلات چاپ می‌کرد. داستان‌های او با انتقال پیام‌های آموزشی هدفمند و درمان مشکلات فوری متمایز می‌شد. در این راستا داستان‌نویسی را به سبکی نزدیک به واقعیت به کار گرفت. او ریاست اتحادیهٔ عمومی نویسندگان و روزنامه‌نگاران فلسطینی شاخهٔ کویت را بر عهده داشت.
همکاری بسیسو با رسانه‌های دیداری و شنیداری از سال ۱۹۶۱ آغاز شد، زمانی که او به عنوان نویسنده و مؤلف برنامه‌های رادیویی و تلویزیونی وارد آن شد که بیش از سی سال به طول انجامید. در درام رادیویی درخشید و سبک او سهل و ممتنع توصیف شده که برای همه اقشار جامعه جذاب بود. او از طریق برنامه «حافظان وطن» با اداره ارشاد معنوی وزارت دفاع کویت همکاری کرد. در سال ۱۹۶۵ در مسابقهٔ داستان کوتاه که در مغرب برگزار شد، نمایندهٔ کویت بود و کویت مقام سوم را کسب کرد.
عابدین بسیسو بر اثر سکتهٔ مغزی در شهر کویت در ۲۷ مهٔ ۱۹۸۲ (در برخی منابع ۲۵ مه) درگذشت.

## زندگی شخصی
سرگرمی مورد علاقهٔ او که جمع‌آوری اشیای عتیقه بود. هر وقت به کشوری سفر می‌کرد، آنچه را که آنجا بود می‌دید و آنچه را که برایش مناسب بود انتخاب می‌کرد. برادرش معین بسیسو (۱۹۲۶ – ۲۳ ژانویه ۱۹۸۴) شاعر و نمایشنامه‌نویس بود. او همچنین به دلیل علاقه به ظرافت، لباس پوشیدن و پیچیدگی در برخورد با دیگران مشهور بود. همسرش ام عاصم فاطمه علی الکردی یکی از معلمان کویتی بود.